# Joseph Kodakallil
Joseph Kodakallil (* 18. Dezember 1965 in Upputhode, Indien) ist ein indischer Geistlicher und syro-malabarischer Bischof von Satna.

## Leben
Joseph Kodakallil empfing am 31. Dezember 1991 die Priesterweihe für das Bistum Satna.
Papst Franziskus ernannte ihn am 22. Juli 2015 zum Bischof von Satna. Die Bischofsweihe spendete ihm der Großerzbischof von Ernakulam-Angamaly, George Kardinal Alencherry, am 15. September desselben Jahres. Mitkonsekratoren waren der Erzbischof von Bhopal, Leo Cornelio SVD, und sein Amtsvorgänger Matthew Vaniakizhakel CV.